# Synodontis caudalis
Synodontis caudalis là một loài cá da trơn bơi lộn ngược và là loài đặc hữu của Cộng hòa Dân chủ Congo. Nó được nhà động vật học người Bỉ gốc Anh George Albert Boulenger mô tả vào năm 1899 dựa trên những mẫu vật thu thập được ở khu vực mà ngày nay là nước Cộng hòa Dân chủ Congo. Tên của loài caudalis bắt nguồn từ tiếng Latin "cauda", có nghĩa là "đuôi". Hàm ý của nó là hai đỉnh thùy đuôi của nó kéo dài ra như hình bên. Theo Liên minh Bảo tồn Thiên nhiên Quốc tế, tình trạng bảo tồn của loài cá này là ít bị đe dọa.

## Mô tả
Tương tự như nhiều loài trong chi Synodontis, S. caudalis xương đỉnh đầu của chúng kéo dài ra phía sau đến tia vây đầu tiên của vây lưng thì dừng lại. Hai bên đầu chúng mọc ra hai cái xương hẹp, cứng, đỉnh thì nhọn. Nhờ bộ phận này mà các nhà nghiên cứu có thể nhận dạng được loài cá này.
Chúng có 3 cặp râu. Một cặp ở hàm trên thì dài, không phân nhánh, khi mở rộng thì có chiều dài 1+1⁄2 đến1+2⁄3 chiều dài của đầu. Còn hai cặp ở dưới thì có độ dài không bằng nhau. Cặp ngoài cùng thì thì dài hơn cặp trong cùng và có chiều dài khỏang 2⁄3 chiều dài của đầu.
Tia vây đầu tiên của vây lưng và vây ngực thì cứng, nhọn. Nhưng tia vây ở lưng thì ngắn, chỉ dài 2⁄3 chiều dài của đầu và mềm ở phía trước, có răng cưa ở phía sau. Ở vây ngực thì cũng tương tự nhưng có gai ở 2 bên. Vây hậu môn thì có 3 tia vây không phân nhánh và 8 đến 9 tia vây phân nhánh. Hai thùy đuôi thì kết thúc ở hai "đường" kéo dài ra từ hai thùy.
Ở hàm trên thì răng của chúng có hình cái đục, còn ở hàm dưới thì có hình chữ S (hay hình cái móc). Số lượng răng ở hàm dưới thường được dùng để phân biệt các loài, ở Synodontis caudalis thì hàm dưới có từ 70 đến 80 cái răng.
Màu sắc cơ thể chúng thì có màu hơi nâu và không thay đổi.
Chiều dài của chúng khi trưởng thành có thể lên đến 20,4 cm (8,4 in). Nhìn chung thì cá thể giống cái thì to hơn giống đực dù cùng lứa tuổi với nhau.

## Môi trường sống và tập tính
Trong tự nhiên, loài cá này có thể được tìm thấy ở vùng hạ lưu sông Congo và vực Malebo. Ngoài ra, chúng còn ở khu vực sông Fimi và một vài phần ở hệ thống sông Kasai.
Tương tự như nhiều loài cùng chi, chúng là loài ăn tạp như ấu trùng côn trùng, tảo, động vật chân bụng, động vật giáp xác, sò và trứng của những loài cá khác. Mùa sinh sản thì có lẽ diễn ra vào mùa lũ từ tháng 7 đến tháng 10, rồi chúng bắt cặp và bơi cùng nhau đến hết mùa sinh sản. Tốc độ phát triển của chúng tăng nhanh vào năm đầu tiên rồi giảm dần theo từng năm.